# Gongrocnemis signata
Gongrocnemis signata är en insektsart som beskrevs av Max Beier 1962. Gongrocnemis signata ingår i släktet Gongrocnemis och familjen vårtbitare. Inga underarter finns listade i Catalogue of Life.